# M.O.R.
"M.O.R." é uma canção escrita por Damon Albarn, David Bowie, Graham Coxon, Brian Eno, Alex James e Dave Rowntree, gravada pela banda Blur.
É o quarto single do quinto álbum de estúdio lançado a 10 de Fevereiro de 1997, Blur.

## Paradas
| Paradas (1996)                 | Posições |
| ------------------------------ | -------- |
| Reino Unido - UK Singles Chart | 15       |
| Nova Zelândia - RIANZ          | 45       |